# Vânătoare subacvatică

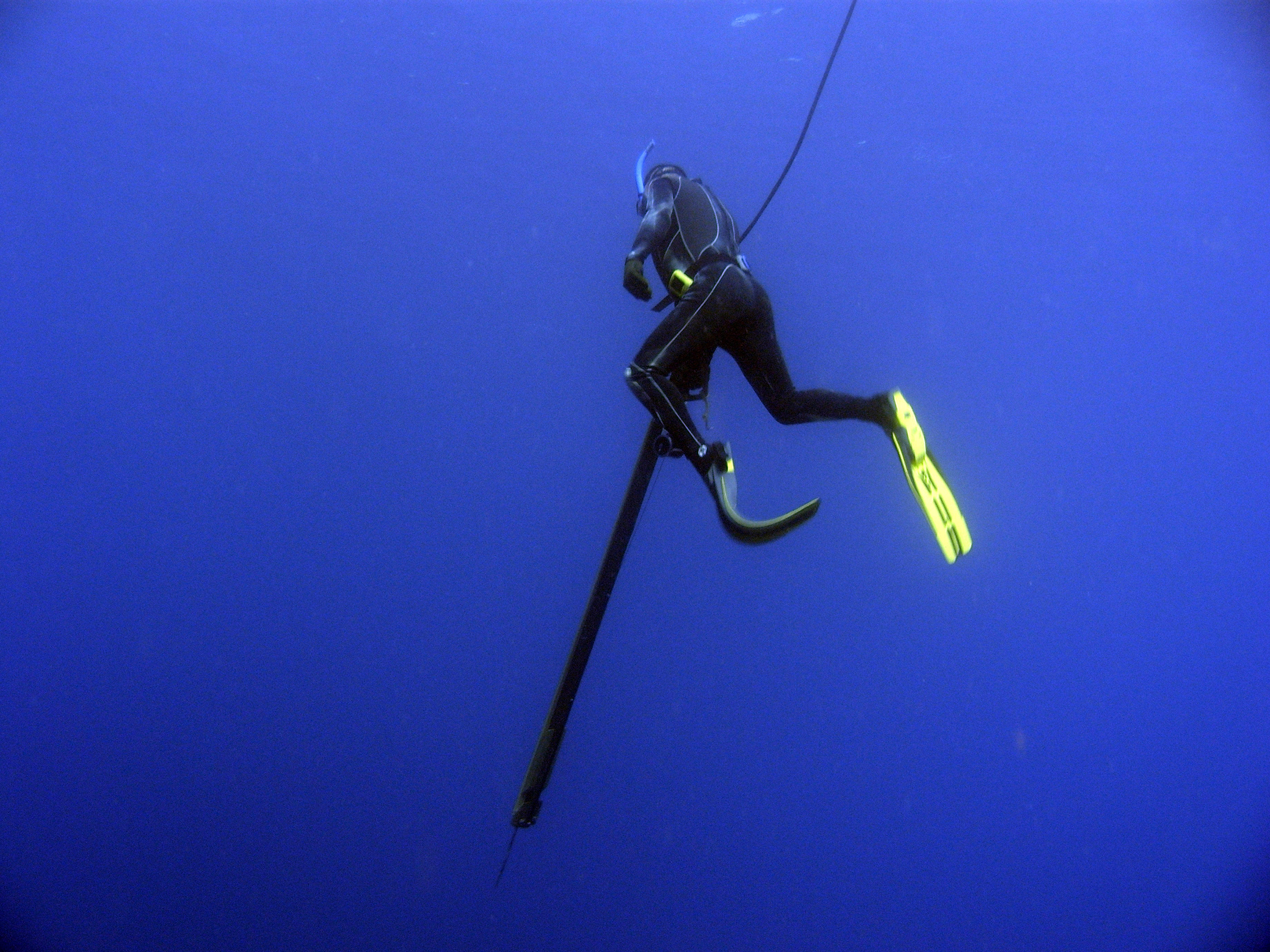
Vânătoare subacvatică cu arbaleta

Vânătoarea subacvatică este o activitate sportivă ce constă din capturarea de pești sub apă.

Vânătoarea subacvatică se supune atât reglementărilor generale de pescuit, cât și unor reglementări specifice.
În multe țări este interzisă prin utilizarea de aparat autonom de respirat sub apă, pe timpul nopții, în rezervații marine, în apropierea năvoadelor de pescuit sau capturarea peștilor deja prinși în uneltele de pescuit. Este permisă capturarea de animale marine numai în scufundare liberă, în apnee.
Vânătoarea subacvatică era practicată din cele mai vechi timpuri, dar oamenii de atunci foloseau pentru prinderea peștelui numai harpoanele.

Pe teritoriul României, s-au găsit mărturii ale pescuitului cu harponul încă din neolitic. Harpoanele erau confecționate din corn de cerb, aveau 2...3 rânduri de dinți și cu care se vânau numai peștii marini mari, cum ar fi dorada.
O dată cu dezvoltarea scufundării libere și a scufundării autonome, vânătoarea subacvatică a cunoscut o largă răspândire.
În anul 1937, pe Coasta de Azur, Alex Kramarenko brevetează la Nisa o pușcă pentru vănătoare subacvatică cu un resort fixat în fundul țevii acționat prin compresie.
Un an mai târziu Maxim Forjot obține un brevet pentru o pușcă destinată vânătorii subacvatice al cărei resort funcționa prin extensie. În același an, George Beuchat realizează un alt model de pușcă la care săgeata era propulsată cu ajutorul a două, trei sau chiar patru praștii din cauciuc numite sandouri. Din acest motiv, lungimea țevii era mult redusă crescănd astfel precizia.
În România, din anul 1956, încep să se înființeze în cadrul unor filiale ale vânătorilor și pescarilor sportivi, mai multe cercuri de scufundători în mare parte dotați cu echipamente de construcție proprie. În perioada care a urmat se dezvoltă în special vânătoarea subacvatică cu arbalete în lacuri de munte, Delta Dunării și pe litoral.

## Echipament
Vânătoarea subacvatică sportivă se practică cu echipamentul de scufundare liberă, la care se adaugă echipamentul specific de vânătoare,  arbaleta.

### Echipament de scufundare liberă
- Costum de scufundare din neopren
- Vizor
- Tub de respirat
- Labe de înot
- Centură de lestare
- Cuțit de scafandru
- Ceas etanș
- Profundimetru
- Steag de semnalizare

### Arbaletă
Arbaleta cu săgeată este principala armă utilizată în vânătoarea subacvatică.
În general toate tipurile de arbalete au aceleași elemente componente:
- corpul sau tija (țeava) de susținere a săgeții
- crosa (mânerul) cu trăgaci și sistemul de siguranță (piedica sau patul)
- dispozitiv de vizare
- săgeată sau harpon

După principiul de funcționare, există mai multe tipuri de arbalete:
- cu sandouri din cauciuc
- cu resort
- cu gaz comprimat
- oleopneumatice
- cu cartuș exploziv

#### Arbaleta cu sandouri
Arbaletele cu sandouri sunt cele mai populare. Primii care le-au folosit au fost scufundătorii din Tahiti.

Țeava este fabricată din material plastic ranforsat sau fibre de carbon și poate avea diametrul de 20, 25 sau 28 mm. 

În funcție de forța necesară și de mărimea harponului, se folosesc arbalete cu un număr mai mic sau mai mare de sandouri. Pentru pești mici se folosește o singură pereche de sandouri, iar pentru peștii mai mari care se vânează cu harpoane mai lungi, mai grele și de la distanțe mai mari, se pun două perechi de sandouri. Dacă vânătoarea are ca obiect peștii de dimensiuni foarte mari, se folosesc harpoane grele ce necesită forța asigurată de 3 sau chiar 4 perechi de sandouri.  

Sandourile au diametrul de 16, 17 sau 20 mm. 

Lungimea arbaletei cu sandouri diferă funcție de locul unde are loc vânătoarea și experiența scufundătorului. Pentru apă cu vizibilitate redusă și începători, se recomandă lungimea de 60...75 cm, iar pentru scufundătorii experimentați lungimea arbaletei poate fi de 90, 100, sau 120 cm. 

Arbaletele cu sandouri sunt sigure în funcționare și au o durată mare de întrebuințare, însă prezintă dezavantajul că au o precizie mică de tir ce scade cu creșterea distanței.

#### Arbaleta cu resort
Aceste arbalete lansează harponul din țeavă care poate avea lungimi diferite funcție de tipul și puterea arbaletei. Forța necesară lansării harponului este asigurată de un resort aflat în tijă.
În funcție de felul cum este folosit resortul, există două tipuri de arbalete cu resort:
- prin comprimare-destindere: resortul este montat în partea din spate a tijei
- prin întindere-revenire: resortul este plasat în fața tijei, harponul trecând printre spire

Calitatea resortului determină durata lui de funcționare. 

Arbaletele cu resort au o precizie mai mare.

#### Arbaleta cu gaz comprimat
Aceste arbalete folosesc pentru lansarea harponului energia furnizată de destinderea bruscă a unui gaz comprimat. 

Arbaletele sunt prevăzute în interiorul țevii cu un cilindru cu piston, în care un gaz comprimat într-o mică butelie pătrunde cu forță împingând harponul. Butelia are capacitatea de 0,4...1l și pot fi schimbate după golire. Gazele folosite sunt dioxid de carbon sau aer comprimat. Eliberarea gazului din butelie se face în mai multe etape, astfel că o singură încărcătură poate asigura 10...30 de lansări.

Arbaletele cu gaz comprimat au o mare putere de lansare a harponului la distanțe mari. Folosirea lor nu este permisă în apele interioare, ci numai în ape maritime și pentru peștii mari.

Datorită mecanismului complicat, aceste arbalete au un preț ridicat și necesită pentru reparare personal și utilaj specializat.

#### Arbaleta oleopneumatică
Aceste tipuri folosesc pentru lansarea harponului aerul comprimat obținut prin acționarea manuală a unui piston.
Prezintă avantajul folosirii unor harpoane mai lungi și mai grele, dar trebuie incărcate după fiecare lansare a harponului și au un preț mai ridicat.
Toate tipurile de arbalete sunt dotate cu un fir de reținere a harponului lansat, care asigură capturarea peștelui. La unele arbalete firul de reținere este scurt și se fixează cu un capăt de harpon și cu celălalt de arbaletă, iar la altele înfășurarea firului de reținere se face pe o mulinetă fixată fie sub țeavă, fie pe mâna sau la centura de lestare a scufundătorului. Mulineta are rolul de a permite filarea unei lungimi de fir suficientă ca scufundătorul să revină la suprafață pentru a respira, fără a abandona arbaleta sau harponul. Majoritatea arbaletelor sunt prevăzute cu un dispozitiv care permite desprinderea firului pentru abandonarea harponului în caz de urgență.

### Harpon (săgeată)
Este o vergea ce are un vârf ascuțit, fabricată din oțel inoxidabil, fibre de carbon, elastică și rezistentă și legată de arbaletă cu un fir subțire. 

Lungimea și diametrul harpoanelor depinde de mărimea peștilor ce se vânează. Pentru pești mici se folosesc harpoane cu diametrul de 5 mm și de lungime mică, iar pentru peștii mari harpoanele pot avea 6,5 sau 7 mm și 2m lungime. Diametrul de 6 mm este grosimea cea mai utilizată de căter scufundători. Cu cât lungimea vergelei harponului este mai mare, cu atât crește precizia tirului sub apă.

Există și harpoane cu diametrul de 9 mm care sunt fabricate din fibre de sticlă și diametrul 11 mm care este utilizat mai mult pentru arbaleta oleopneumatică, pentru pești mari.
Vârful este separat, se atașează prin înșurubare și este prevăzut cu contrapene pentru a împiedica ieșirea din corpul peștelui. 

Pentru vânarea peștilor din zona fundurilor stâncoase, sunt preferate vârfurile cu secțiune pătrată sau triunghiulară pentru că sunt mai rezistente la impactul cu stânca, iar pentru vânarea în masa apei a peștilor cu solzi groși sunt preferate vârfurile în formă de fier de lance pentru că au putere mai mare de străpungere.

Unele vârfuri sunt multiple, gen trident.

## Specii de pești
Speciile de pești din apele din România care pot fi vânate sub apă sunt numeroase.

### Pești din apele demunte
- Păstrăv
- Lipan
- Lostriță

### Pești dinlacurișibălți
- Crap
- Somn
- Știucă
- Șalău
- Biban

### Pești dinMarea Neagră
- Guvide
- Calcan
- Labanul

## Reviste online
- Apnea Arhivat în 4 octombrie 2006, la Wayback Machine.
- Chasse-Sous-Marine
- Spearfishing Magazine

## Firme producătoare
| - A.B.Miller Arbalete - Bastiasub Arhivat în 14 aprilie 2009, la Wayback Machine. Costum din neopren - Beuchat Arhivat în 27 decembrie 2016, la Wayback Machine. Echipament complet, Arbalete - Breier Labe de înot - C4carbon Labe de înot, Arbalete - Collinsspearguns Arhivat în 12 septembrie 2009, la Wayback Machine. Arbalete - Combi Arhivat în 13 mai 2008, la Wayback Machine. Costume neopren - Cressi-Sub Arhivat în 3 iunie 2009, la Wayback Machine. Echipament complet, Arbalete - Dapiran Echipament complet, Arbalete - Decathlon Arhivat în 8 iulie 2009, la Wayback Machine. Echipament complet, Arbalete - Dessault Echipament complet, Arbalete - Devotosub Arhivat în 29 iunie 2009, la Wayback Machine. Echipament complet, Arbalete - Europalmus Arhivat în 2 octombrie 2009, la Wayback Machine. Labe de înot - HammerHead Spearguns Arbalete - Imersion Echipament complet, Arbalete - JBLspearguns Arbalete - Mares Echipament complet, Arbalete |  | - Metalsub Echipament complet, Arbalete - Neptonicsystems Arbalete - Omersub Echipament complet, Arbalete - Picasso Echipament complet, Arbalete - Polosub costum din neopren - Ralftech Arhivat în 2 februarie 2009, la Wayback Machine. Echipament complet, Arbalete - Speargun Echipament complet, Arbalete - Seahornet Echipament complet, Arbalete - Sommap Echipament complet - Soprassub Echipament complet - Steve Alexander Arhivat în 2 iunie 2009, la Wayback Machine. Arbalete - Spierre Labe de înot - Sporasub Echipament complet, Arbalete - Subevasion Costume neopren - Teak-Sea Arhivat în 7 iulie 2009, la Wayback Machine. Arbalete - Totemsub Arbalete |  |